# Raczkowa (województwo dolnośląskie)
Raczkowa (niem. Rosenau) – wieś w Polsce położona w województwie dolnośląskim, w powiecie legnickim, w gminie Legnickie Pole.
W latach 1975–1998 miejscowość położona była w województwie legnickim.
Historia miejscowości sięga okresu (65–400 lat p.n.e). Z tego okresu pochodzą odkryte tutaj  osady łużyckie. Z okresu VIII–IX w. odkryto osady wczesnosłowiańskie.
Po 1945 roku miejscowość nosiła nazwę Różana. Nazwa była tłumaczeniem niemieckiej nazwy miejscowości.
W Raczkowej od 2012 działa Fundacja Ochrony Przyrody i Rozwoju Turystyki FOPiT-GOBI, która zajmuje się promocją regionu, propagując historię bitwy z Mongołami z 1241 roku. Od 2016 roku Fundacja prowadzi Ośrodek Rehabilitacji Dzikich Zwierząt.